# Astronaut (альбом)
| Совокупная оценка    | Совокупная оценка |
| Источник             | Оценка            |
| -------------------- | ----------------- |
| Metacritic           | 52/100            |
| Оценки критиков      |                   |
| Источник             | Оценка            |
| AllMusic             | [ 2 ]             |
| Amazon.com           | положительная     |
| Entertainment Weekly | B                 |
| NME                  | [ 5 ]             |
| Rolling Stone        | [ 6 ]             |

Astronaut — одиннадцатый студийный альбом британской поп-рок группы Duran Duran, выпущенный 11 октября 2004 года на лейбле Epic Records.
Данная пластинка стала первой со времён Seven and the Ragged Tiger (1983), в работе над которой приняли участие музыканты классического состав группы, который существовал в период с 1980 по 1985 год. К тому моменту их последней их совместной записью был сингл «A View To a Kill» (1985), который стал саундтреком к одноимённому фильму о Джеймсе Бонде с Роджером Муром в главной роли. Astronaut добрался до третьего места в чарте Великобритании и занял 17-ю строчку в хит-параде США.
В 2001 году Duran Duran объявили о воссоединении «золотого» состава группы — оригинальных пяти музыкантов, в том же году они начали работать над новым материалом на юге Франции. Творческий процесс продолжался в течение года, затем музыканты пригласили своего друга — Найла Роджерса заняться продюсированием треков (2002 и 2003-й годы).
Группа находилась в поиске нового рекорд-лейбла, имея определённый перечень критериев: возможность проводить независимую политику, контролировать процесс записи, иметь поддержку в дальнейшем продвижении материала и заключить контракт на несколько альбомов. Однако не расположенная к риску музыкальная индустрия не спешила идти на встречу музыкантам в багаже которых были, по большей части, «хиты 20-летней давности».
Разочарованная в поисках группа имела на руках почти тридцать новых песен. Музыканты решили организовать международное турне, дабы показать, что они всё ещё не растеряли былой драйв и могут привлечь публику. Прошедшие с аншлагом выступления в Японии, Америке, Великобритании, Австралии и Новой Зеландии подогрели интерес звукозаписывающих компаний. Во время этих концертов музыканты исполняли новые песни — «Sunrise», «Still Breathing», «Virus», «Beautiful Colours» и «What Happens Tomorrow». В итоге группа подписала контракт с Epic Records на четыре альбома.
Выпущенный 11 октября 2004 года Astronaut был сдержанно принят критиками, авторитетный журнал Rolling Stone, поставил альбому 3 звезды из 5. На портале Allmusic.com, альбом получил две с половиной звезды из пяти. Альбом получил «золотой» сертификат на родине музыкантов, в США его продажи составили 260,000 копий.
В 2006 году музыканты начали работать над своей следующей пластинкой под рабочим названием Reportage, однако в этот период Энди Тейлор вновь покинул группу и альбом так и не был завершён. Вместо этого оставшиеся музыканты решили начать всё с «чистого листа» и занялись сочинением новых композиций, которые были выпущены на пластинке Red Carpet Massacre.

## Список композиций
Слова и музыка всех песен — Duran Duran.
| №   | Название                     | Продюсер                                 | Длительность |
| --- | ---------------------------- | ---------------------------------------- | ------------ |
| 1.  | «(Reach Up for The) Sunrise» | Дон Гилмор, Duran Duran, Найл Роджерс[a] | 3:27         |
| 2.  | «Want You More!»             | Duran Duran, Гилмор, Даллас Остин        | 3:39         |
| 3.  | «What Happens Tomorrow»      | Гилмор, Duran Duran                      | 4:11         |
| 4.  | «Astronaut»                  | Остин, Duran Duran                       | 3:26         |
| 5.  | «Bedroom Toys»               | Duran Duran, Гилмор[b], Роджерс[b]       | 4:01         |
| 6.  | «Nice»                       | Гилмор, Duran Duran                      | 3:33         |
| 7.  | «Taste the Summer»           | Duran Duran, Гилмор                      | 3:55         |
| 8.  | «Finest Hour»                | Гилмор, Duran Duran                      | 4:02         |
| 9.  | «Chains»                     | Гилмор, Duran Duran                      | 4:48         |
| 10. | «One of Those Days»          | Остин, Duran Duran                       | 3:52         |
| 11. | «Point of No Return»         | Остин, Роджерс                           | 4:59         |
| 12. | «Still Breathing»            | Duran Duran, Гилмор[b], Марк Тинли[c]    | 5:59         |

| №   | Название | Длительность |
| --- | -------- | ------------ |
| 13. | «Virus»  | 4:07         |

Примечания
- ↑  Указан как вокал-продюсер
- ↑  Указан как дополнительный продюсер
- ↑  Пре-продакшн

## Участники записи
Duran Duran
- Саймон Ле Бон: вокал
- Ник Роудс: клавишные
- Джон Тейлор: бас-гитара, бэк-вокал
- Энди Тейлор: гитара, бэк-вокал
- Роджер Тейлор: ударные

Приглашённые музыканты
- Салли Бойден[англ.]: бэк-вокал
- Тесса Найлз: бэк-вокал